# Yalitza Aparicio
Yalitza Aparicio Martínez (Tlaxiaco, 11 december 1993) is een Mexicaanse actrice.

## Biografie
Aparicio werd in 1993 geboren in Tlaxiaco, een kleine provinciestad in de staat Oaxaca. Ze maakte haar filmdebuut in de Oscarwinnende film Roma nadat ze uitgekozen was tijdens een casting van regisseur Alfonso Cuarón onder de inheemse bevolking van Mexico . Ze werd in 2019 onder andere genomineerd voor een Oscar als beste actrice en door Time Magazine op de TIME Person of the Year lijst geplaatst.

## Filmografie
- 2018: Roma

## Prijzen en nominaties
De belangrijkste:
| Jaar | Prijs                  | Categorie                      | Film | Uitslag     |
| ---- | ---------------------- | ------------------------------ | ---- | ----------- |
| 2019 | Academy Awards         | Beste actrice                  | Roma | Genomineerd |
| 2019 | Critics' Choice Awards | Beste actrice                  | Roma | Gewonnen    |
| 2019 | Satellite Awards       | Beste actrice in een dramafilm | Roma | Genomineerd |